# Nicolas Cozza
Nicolas Louis Marcel Cozza (Ganges, 8 gennaio 1999) è un calciatore francese, difensore del Nantes, in prestito dal Wolfsburg.

## Biografia
Cozza ha origini italiane da parte del padre: i nonni si trasferirono in Francia dalla Calabria nel secondo dopoguerra.
Non è il solo della sua famiglia ad aver iniziato un carriera calcistica, infatti il nonno materno, Jean-Louis Besson, è stato difensore e capitano del Montpellier nei primi anni della sua costituzione.

## Caratteristiche tecniche
È un terzino sinistro.
Alto 178 cm, è dotato di una buona elevazione e di un ottimo stacco di testa, inoltre la sua costituzione gli permettono spesso di tentare dei duelli fisico nell’uno contro uno con l'avversario.

## Carriera

### Club
Dopo aver compiuto i suoi primi passi in club della sua città natale, nel 2010 si aggrega al settore giovanile del Montpellier, con la quale gioca per sette anni vince di pure una Coppa Gambardella nel 2017.
Nello stesso anno firma il suo primo contratto da professionista e il 24 ottobre 2017 debutta in prima squadra in occasione del match di Coupe de la Ligue vinto 2-0 contro il Guingamp; mentre il 19 novembre successivo debutta anche in Ligue 1, contro l'Olympique Lione.
Nel gennaio 2023 lascia la Francia per accasarsi a titolo definitivo al Wolfsburg.
L’esperienza in Germania dura appena un anno, infatti, il 2 febbraio 2024 fa ritorno in prestito in Francia, al Nantes. L'11 febbraio 2024 seguente debutta con la maglia dei canarini nella vittoria esterna per 1-2 contro il Tolosa.
Nella metà stagione in maglia canarina mette a referto 13 presenze, contribuendo alla salvezza dei canarini.
In estate fa ritorno al Wolfsburg, salvo poi tornare - sempre in prestito - al Nantes, per la stagione 2024-2025.
Il 10 novembre 2024 trova la prima rete assoluta in maglia gialloverde, quella del momentaneo vantaggio nella sconfitta per 3-2 in casa del Lens.
A fine stagione conclusa totalizzando 29 presenze tra campionato e coppa, non fa ritorno al Wolfsburg sicché il suo prestito al Nantes viene rinnovato per il terzo anno consecutivo.

### Nazionale
Con le selezioni giovanili francesi ha partecipato ai Mondiali Under-20 del 2019 ed agli Europei Under-21 del 2021.

## Statistiche
Statistiche aggiornate al 17 agosto 2025.
| Stagione           | Squadra            | Campionato         | Campionato | Campionato | Coppe nazionali | Coppe nazionali | Coppe nazionali | Coppe continentali | Coppe continentali | Coppe continentali | Altre coppe | Altre coppe | Altre coppe | Totale | Totale |
| Stagione           | Squadra            | Comp               | Pres       | Reti       | Comp            | Pres            | Reti            | Comp               | Pres               | Reti               | Comp        | Pres        | Reti        | Pres   | Reti   |
| ------------------ | ------------------ | ------------------ | ---------- | ---------- | --------------- | --------------- | --------------- | ------------------ | ------------------ | ------------------ | ----------- | ----------- | ----------- | ------ | ------ |
| 2017-2018          | Montpellier        | L1                 | 9          | 1          | CF+CdL          | 1+2             | 0+0             | -                  | -                  | -                  | -           | -           | -           | 12     | 0      |
| 2018-2019          | Montpellier        | L1                 | 12         | 0          | CF+CdL          | 1+1             | 0+0             | -                  | -                  | -                  | -           | -           | -           | 14     | 0      |
| 2019-2020          | Montpellier        | L1                 | 7          | 0          | CF+CdL          | 0+1             | 0               | -                  | -                  | -                  | -           | -           | -           | 8      | 0      |
| 2020-2021          | Montpellier        | L1                 | 20         | 0          | CF              | 3               | 0               | -                  | -                  | -                  | -           | -           | -           | 23     | 0      |
| 2021-2022          | Montpellier        | L1                 | 34         | 2          | CF              | 3               | 0               | -                  | -                  | -                  | -           | -           | -           | 37     | 2      |
| 2022-gen. 2023     | Montpellier        | L1                 | 17         | 2          | CF              | 1               | 0               | -                  | -                  | -                  | -           | -           | -           | 18     | 2      |
| Totale Montpellier | Totale Montpellier | Totale Montpellier | 99         | 5          |                 | 13              | 0               |                    | -                  | -                  |             | -           | -           | 112    | 5      |
| gen.-giu. 2023     | Wolfsburg          | BL                 | 5          | 0          | CG              | 1               | 0               | -                  | -                  | -                  | -           | -           | -           | 6      | 0      |
| 2023-gen. 2024     | Wolfsburg          | BL                 | 6          | 0          | CG              | 1               | 0               | -                  | -                  | -                  | -           | -           | -           | 7      | 0      |
| Totale Wolfsburg   | Totale Wolfsburg   | Totale Wolfsburg   | 11         | 0          |                 | 2               | 0               |                    | -                  | -                  |             | -           | -           | 13     | 0      |
| gen.-giu. 2024     | Nantes             | L1                 | 13         | 0          | CF              | -               | -               | -                  | -                  | -                  | -           | -           | -           | 13     | 0      |
| 2024-2025          | Nantes             | L1                 | 27         | 1          | CF              | 2               | 0               | -                  | -                  | -                  | -           | -           | -           | 29     | 1      |
| 2025-2026          | Nantes             | L1                 | 1          | 0          | CF              | 0               | 0               | -                  | -                  | -                  | -           | -           | -           | 1      | 0      |
| Totale Nantes      | Totale Nantes      | Totale Nantes      | 41         | 1          |                 | 2               | 0               |                    | -                  | -                  |             | -           | -           | 43     | 1      |
| Totale carriera    | Totale carriera    | Totale carriera    | 151        | 6          |                 | 17              | 0               |                    | -                  | -                  |             | -           | -           | 168    | 6      |